# Chirosia megacephala
Chirosia megacephala är en tvåvingeart som först beskrevs av Malloch 1920.  Chirosia megacephala ingår i släktet Chirosia och familjen blomsterflugor. Inga underarter finns listade i Catalogue of Life.